# Tewoo Group
Die Tewoo Group (oder Tianjin Material & Equipment Group Corporation) ist ein chinesischer Handelskonzern mit 340 Tochtergesellschaften, der vorwiegend im Rohstoffhandel tätig ist. Das Unternehmen wurde 1993 gegründet und geht auf einen Vorläufer aus dem Jahr 1958 zurück.